# Elsa Baquerizo
Elsa Baquerizo McMillan (25 giugno 1987) è una giocatrice di beach volley spagnola.

## Palmarès

### Europei
- 2 medaglie:
  - 1 argento (Klagenfurt 2013)
  - 1 bronzo (Scheveningen 2012)

### World Tour
- 1 medaglia:
  - 1 argento (Long Beach 2016)